# 샤흐바
샤흐바(Shahba, 아랍어: شَهْبَا / ALA-LC: 샤흐바)는 시리아의 수와이다주 자발 엘 드루즈에 있는 다마스쿠스에서 남쪽으로 87 km 떨어진 곳에 위치한 도시로, 과거에는 로마 제국의 아라비아 페트라이아 속주에 속했다. 고대 후기에 필리포폴리스 (아라비아 내)로 알려졌으며, 주교좌였고 (아래 참조), 라틴 명목상의 교구로 남아있다. 2004년 인구 조사에서 이 도시는 13,660명의 인구를 가졌다. 샤흐바에서는 드루즈가 주된 인구를 구성하고 있으며, 기독교인과 수니파 베두인은 소수이다.

## 역사

### 로마 시대

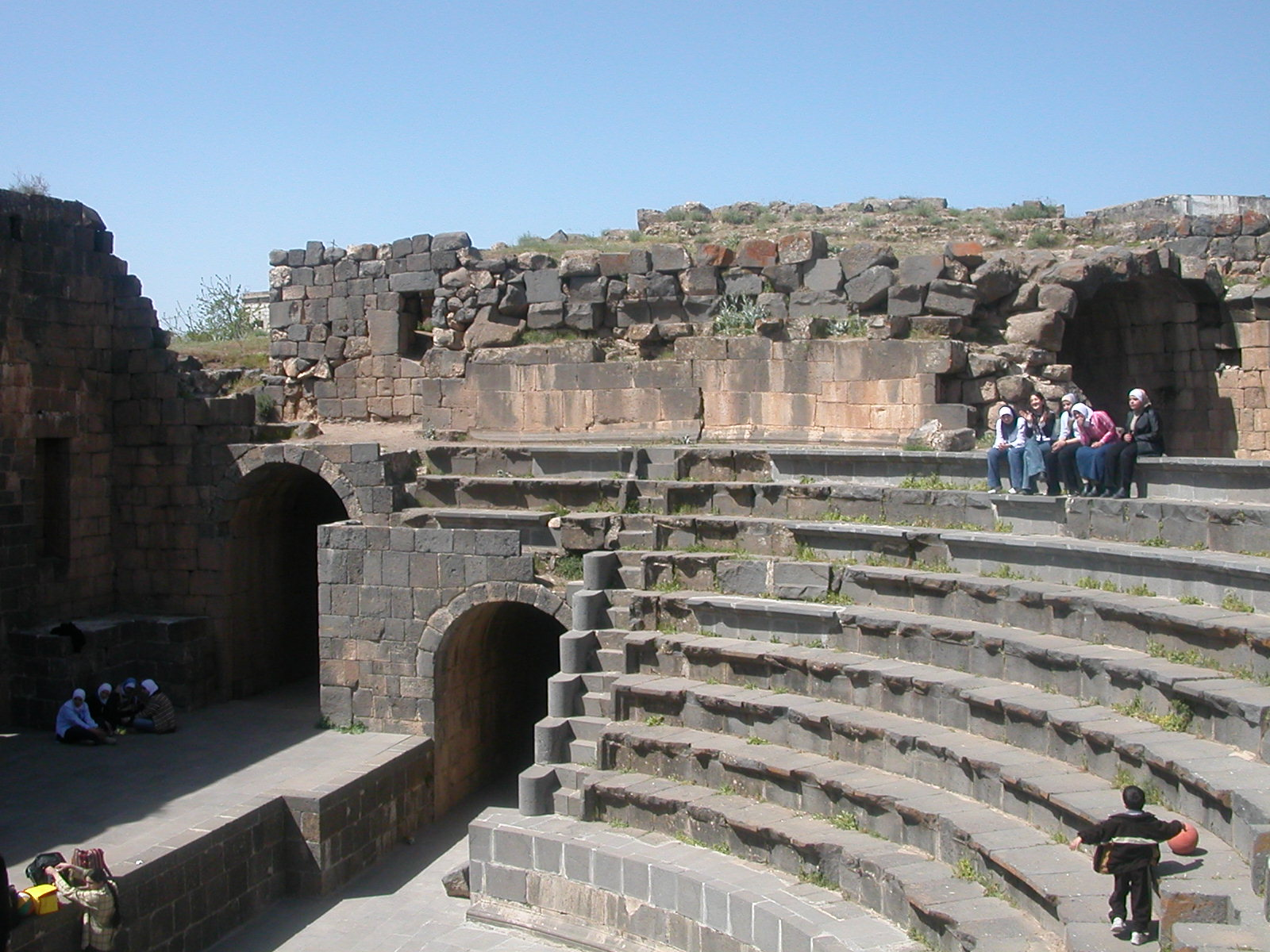
샤흐바의 로마 극장

현재 샤흐바라고 불리는 오아시스 정착지는 로마 황제 필리푸스 아라브스의 고향 마을이었다. 필리푸스가 244년에 황제가 된 후, 그는 이 작은 공동체를 콜로니아로 재건하는 데 전념했다. 새로운 건설로 대체된 당시의 공동체는 너무 미미해서 한 저자는 이 도시가 미개척지에 건설된 것으로 간주될 수 있으며, 이는 동방에서 마지막으로 건설된 로마 도시가 된다고 언급했다.

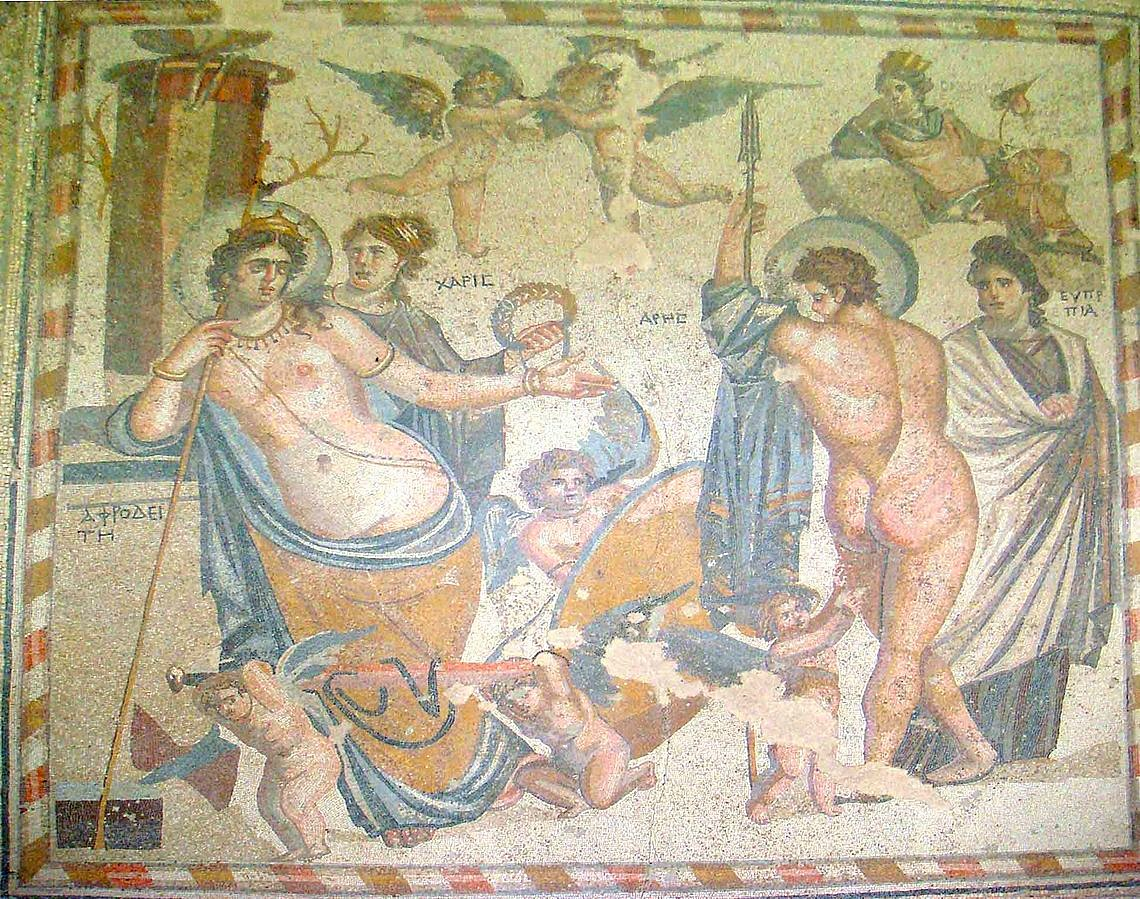
샤흐바에서 발견된 아프로디테와 아레스를 묘사한 모자이크

이 도시는 황제에게 헌정하는 의미에서 필리포폴리스 (동명의 지명들이 있음)로 이름이 변경되었는데, 황제는 자신의 고향을 로마와 비슷하게 만들고 싶어했다고 전해진다. 육각형 양식의 신전과 칼리베(kalybe)라고 불리는 현지 양식의 야외 예배 장소, 개선문, 목욕탕, 현무암 블록으로 마감된 로마 극장은 장식이 거의 없는 모습이었다. 바실리카로 해석되는 큰 구조물과 필리페이온(오른쪽 그림)은 의식용 문이 있는 큰 벽으로 둘러싸여 있으며, 전형적인 로마 도시의 격자 계획에 따라 배치되고 건설되었다.
공공 건축물은 저자 아서 시걸이 일종의 "수입된 파사드"라고 부른 형태를 이루었다. 나머지 도시 건축물은 소박하고 토착적이었다. 필리푸스가 249년에 사망한 후 건축이 갑자기 중단된 것으로 보여 도시는 결코 완성되지 못했다.
새로운 도시는 매우 규칙적인 로마식 격자 계획을 따랐으며, 주요 원주가 있는 카르도 막시무스는 중심 근처에서 원주가 있는 데쿠마누스 막시무스와 직각으로 교차했다. 작은 거리들은 인술라를 구획했지만, 그 중 많은 곳에는 집이 지어지지 않았다.

### 오스만 통치와 그 이후
1596년 샤흐바는 오스만 제국의 데프터 세금 대장에 사흐바(Sahba)로 기록되었으며, 하우란 산작의 바니 미글라드(Bani Miglad) 나히야의 일부였다. 주민은 모두 무슬림으로, 8가구와 3명의 미혼 남성으로 구성되어 있었고, 밀, 보리, 여름 작물, 염소 및 벌집에 대해 40%의 고정 세율을 지불했으며, 총 5,050 아크체를 납부했다.
건축에 필요한 석재를 위해 필리포폴리스에서 버려진 건물들을 채석할 만한 인구 밀집 지역과는 거리가 멀었기 때문에, 오늘날 샤흐바에는 고대 로마 도시의 유적이 잘 보존되어 있다.
이 도시에 위치한 박물관에는 아름다운 로마 모자이크의 몇 가지 예시가 전시되어 있다. 1952년에 "아우아의 집"이라고 불리는 곳에서 발견된, '지구의 영광'이라는 주제의 비유적 모자이크의 특히 풍부한 도상은 오늘날 다마스쿠스 박물관에 보존되어 있으며 도상학자들에게 풍부한 자료를 제공하고 있다.
상대적으로 잘 보존된 님레의 로마 다리는 근처에 위치해 있다.

### 현대

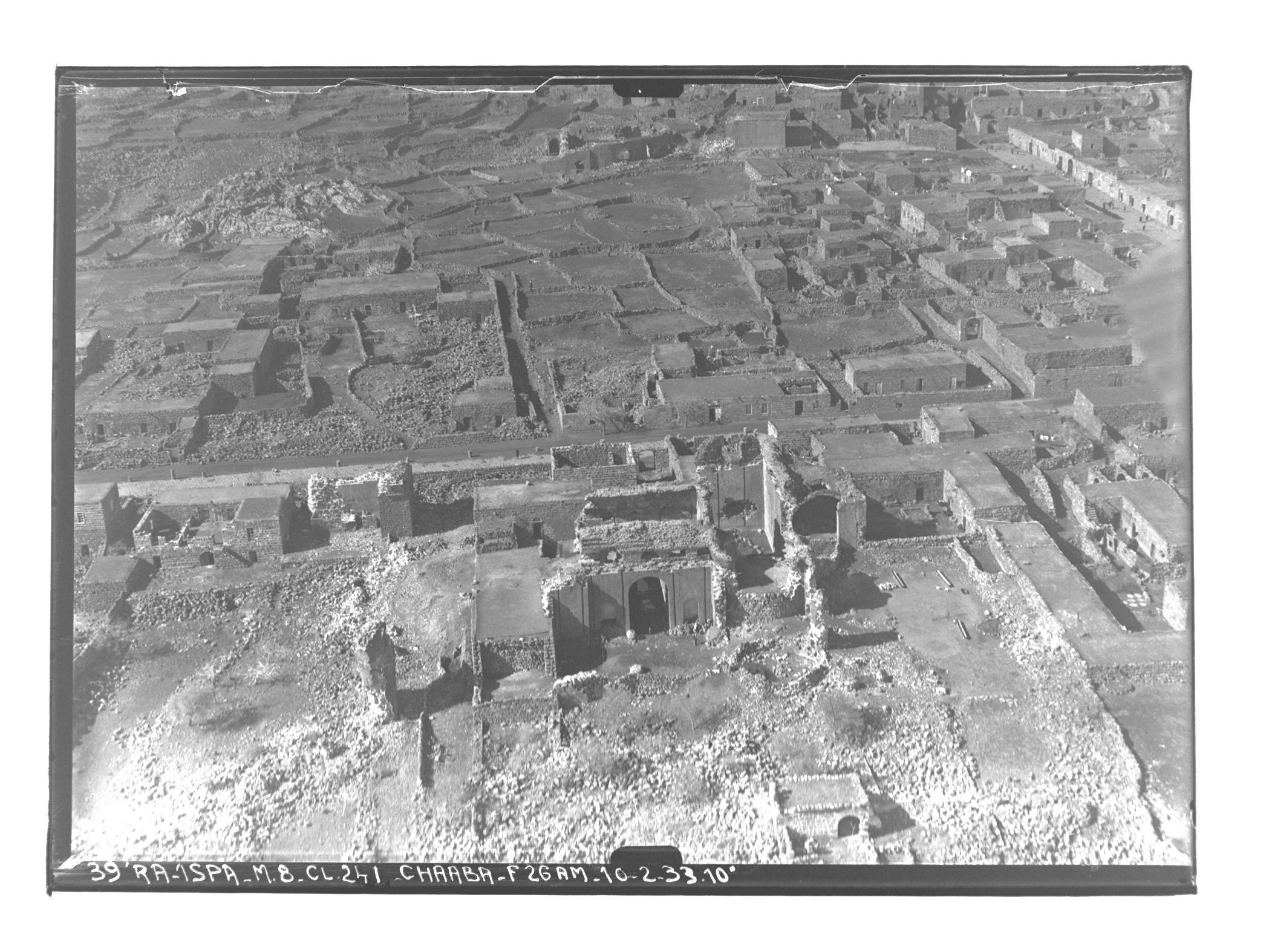
1933년 항공 사진.

18세기에는 레바논산에서 드루즈 인구가 이 지역으로 이주했다. 기독교인의 존재는 현재까지 이 도시에 남아있다.

## 인구 통계
이 도시의 주민들은 주로 드루즈이며, 소수의 기독교인과 수니파 베두인 소수민족이 있다.
그리스 가톨릭 가정의 수는 70가구를 넘지 않으며, 교구는 인구수에 비해 매우 작다.

## 종교 건축물
- 성 안토니오 대성당 (그리스 정교회)
- 필리포폴리스 사도 교회 (멜키트 그리스 가톨릭 교회)
- 복음주의 침례 교회
- 오마르 이븐 알카타브 모스크

## 기후
샤흐바는 냉량 스텝 기후 (BSk)를 띤다.
| Shahba의 기후            | Shahba의 기후 | Shahba의 기후 | Shahba의 기후 | Shahba의 기후 | Shahba의 기후 | Shahba의 기후 | Shahba의 기후 | Shahba의 기후 | Shahba의 기후 | Shahba의 기후 | Shahba의 기후 | Shahba의 기후 | Shahba의 기후 |
| 월                       | 1월           | 2월           | 3월           | 4월           | 5월           | 6월           | 7월           | 8월           | 9월           | 10월          | 11월          | 12월          | 연간          |
| ------------------------ | ------------- | ------------- | ------------- | ------------- | ------------- | ------------- | ------------- | ------------- | ------------- | ------------- | ------------- | ------------- | ------------- |
| 일평균 최고 기온 °C (°F) | 10.3 (50.5)   | 11.6 (52.9)   | 15.2 (59.4)   | 20.1 (68.2)   | 25.6 (78.1)   | 29.4 (84.9)   | 30.7 (87.3)   | 31.2 (88.2)   | 29.3 (84.7)   | 25.9 (78.6)   | 18.8 (65.8)   | 12.5 (54.5)   | 21.7 (71.1)   |
| 일평균 최저 기온 °C (°F) | 1.3 (34.3)    | 2.2 (36.0)    | 4.4 (39.9)    | 7.6 (45.7)    | 11.2 (52.2)   | 14.1 (57.4)   | 15.7 (60.3)   | 15.9 (60.6)   | 14.0 (57.2)   | 11.3 (52.3)   | 7.4 (45.3)    | 3.4 (38.1)    | 9.0 (48.3)    |
| 평균 강수량 mm (인치)    | 61 (2.4)      | 60 (2.4)      | 46 (1.8)      | 18 (0.7)      | 9 (0.4)       | 0 (0)         | 0 (0)         | 0 (0)         | 1 (0.0)       | 11 (0.4)      | 26 (1.0)      | 53 (2.1)      | 285 (11.2)    |
| 출처: Climate data       |               |               |               |               |               |               |               |               |               |               |               |               |               |

## 같이 보기
- 시리아의 가톨릭 교구 목록
- 시리아의 드루즈인
- 시리아의 기독교인

## 참고 문헌
- Eubel, Konrad Hierarchia Catholica Medii Aevi, vol. 2, p. 215; vol. 3, p. 273; vol. 4, p. 280; vol. 5, p. 314; vol. 6, p. 337
- Gams, Pius Bonifacius, 1931, Series episcoporum Ecclesiae Catholicae, Leipzig, p. 435
- Hütteroth, W.-D.; Abdulfattah, K. (1977). 《Historical Geography of Palestine, Transjordan and Southern Syria in the Late 16th Century》. Erlanger Geographische Arbeiten, Sonderband 5. Erlangen, Germany: Vorstand der Fränkischen Geographischen Gesellschaft. ISBN 3-920405-41-2.
- Lequien, Michel, 1740, Oriens christianus in quatuor Patriarchatus digestus, Paris, vol. II, coll. 861-862